# Aerides crispa
Aerides crispa Lindl. (1833), es una especie de orquídea epífita incluida en la subfamilia Epidendroideae. Es nativa del sudoeste de la India.

## Descripción
Se encuentra en el suroeste de la India en elevaciones de 800 a 1200 metros como una orquídea de tamaño grande, que prefiere el clima cálido. Tiene hábitos epifita y crece con un grueso tallo púrpura violeta opaco con gruesas hojas, coriáceas de color verde,apicalmente desigual bilobulada con un mucrón pequeño entre los lóbulos, las hojas en forma de cinta. Florece en el otoño en una inflorescencia axilar de 40 a 50 cm de largo, erecta, ramificada a arqueada, con 20 a 25  flores fragantes.

## Taxonomía
Aerides crispa fue descrita por  John Lindley y publicado en The Genera and Species of Orchidaceous Plants 239. 1833.
Etimología
El nombre del género Aerides (Aer.) procede de las palabras griegas "aer" = "aire" y "eides" = "asemejando", aludiendo al hábito de epífitas de estas plantas que aparentemente se alimentan de nada, solo de lo que la atmósfera pueda ofrecerles. 
crispa: epíteto latino que significa "pelo rizado".
Sinonimia
- Aerides brookei Bateman ex Lindl. (1841)
- Aerides brockessii Heynh. (1846)
- Aerides lindleyana Wight (1851)
- Aerides warneri Hook.f. (1890)
- Aerides crispa var. lindleyana (Wight) H.J. Veitch (1891)
- Aerides crispa var. warneri H.J. Veitch (1891)[5]

1. ↑  «Aerides crispa». World Checklist of Selected Plant Families.
2. ↑  Jay Pfahl. «Aerides crispa». Internet Orchid Species Photo Encyclopedia (en inglés). Consultado el 26 de diciembre de 2012.
3. ↑  «Aerides crispa». Tropicos.org. Missouri Botanical Garden. Consultado el 26 de diciembre de 2012.
4. ↑  En Epítetos Botánicos
5. ↑  «Aerides crispa». Royal Botanic Gardens, Kew: World Checklist of Selected Plant Families. Consultado el 18 de agosto de 2009.